# Arganolie

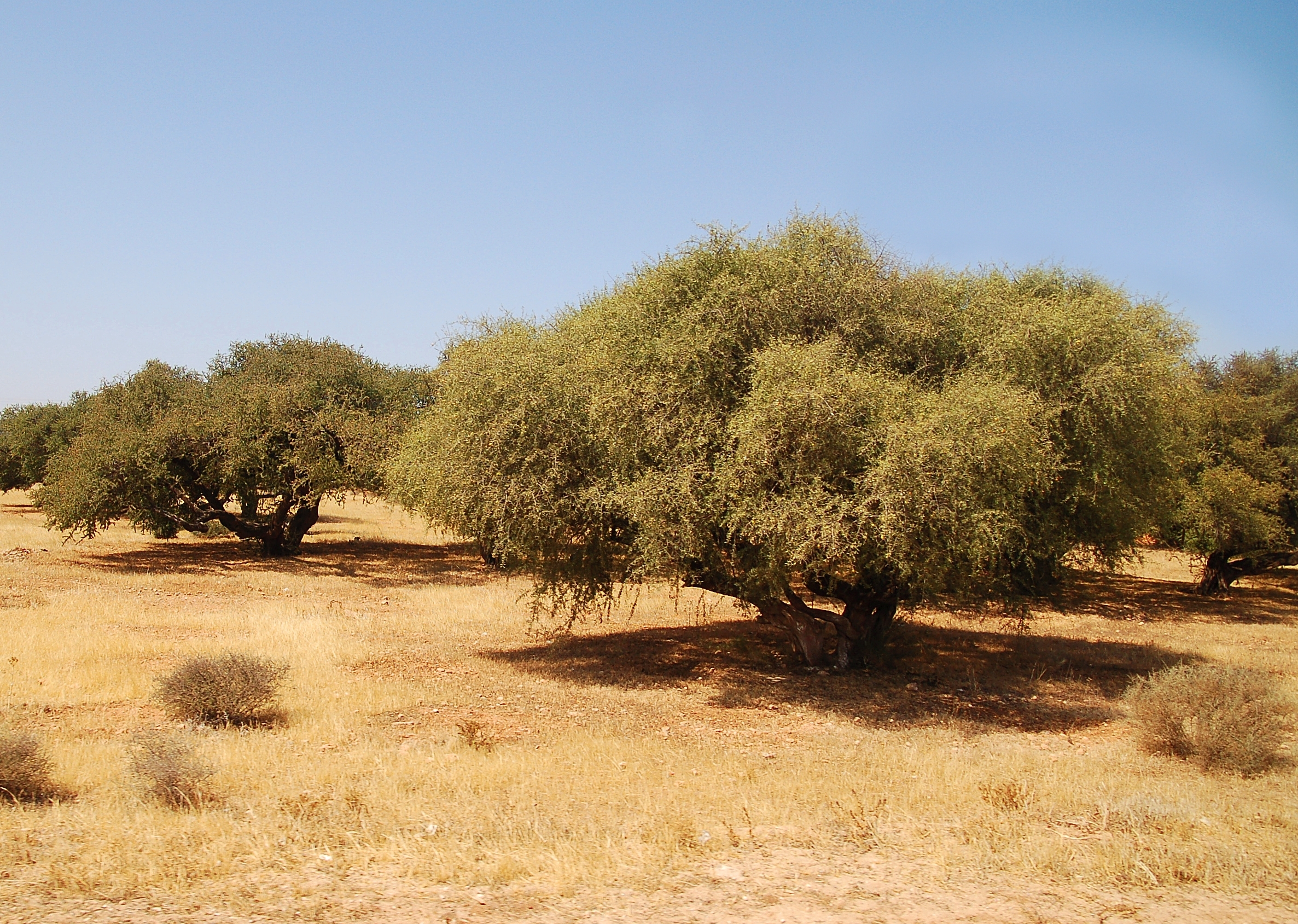
Plantage van arganbomen

Arganolie (Berbers: ⴰⵔⴳⵏ; Arabisch: أركان), ook wel bekend als Marokkaans goud, is een plantaardige olie, die wordt gewonnen uit pitten van vruchten die aan de arganboom groeien. 
De vruchten van de arganboom zijn groen en te vergelijken met olijven. Het verschil met de olijf is dat de arganvruchten groter en ronder zijn. Zodra de vrucht rijp is wordt ze geel. Ongeveer een kwart van deze vrucht bestaat uit vruchtvlees, dat overigens niet eetbaar is voor de mens. De vrucht bevat een harde noot. De pitten waaruit de olie wordt gewonnen bevinden zich weer binnen in deze noot. De argannoot bevat maximaal drie amandelvormige pitten. Om deze noten te breken is veel kracht vereist.
Arganolie is zeldzaam en wordt gebruikt voor consumptie en medische doeleinden. Vanwege het zeldzame karakter en de handmatige oogst en productie is arganolie duur. Prijzen boven de € 100,- per liter zijn geen uitzondering. Het heeft daarom de bijnaam vloeibaar Marokkaans goud.

## Geschiedenis
De Feniciërs waren zich al in 1219 v.Chr. bewust van arganolie. De Egyptische arts Ibn Al Baythar heeft een wetenschappelijk artikel geschreven over de wijze van productie en de werking van arganolie. Berberse stammen, die sinds mensenheugenis arganolie produceren, noemen de arganboom de “Boom der schoonheid”. Er bestaan nog maar 20 miljoen arganbomen. De lokale bevolking is arm, maar omdat ze de waarde van de boom onderkennen, wordt hij door hen beschermd.

## Winning van arganolie

### Traditionele methode

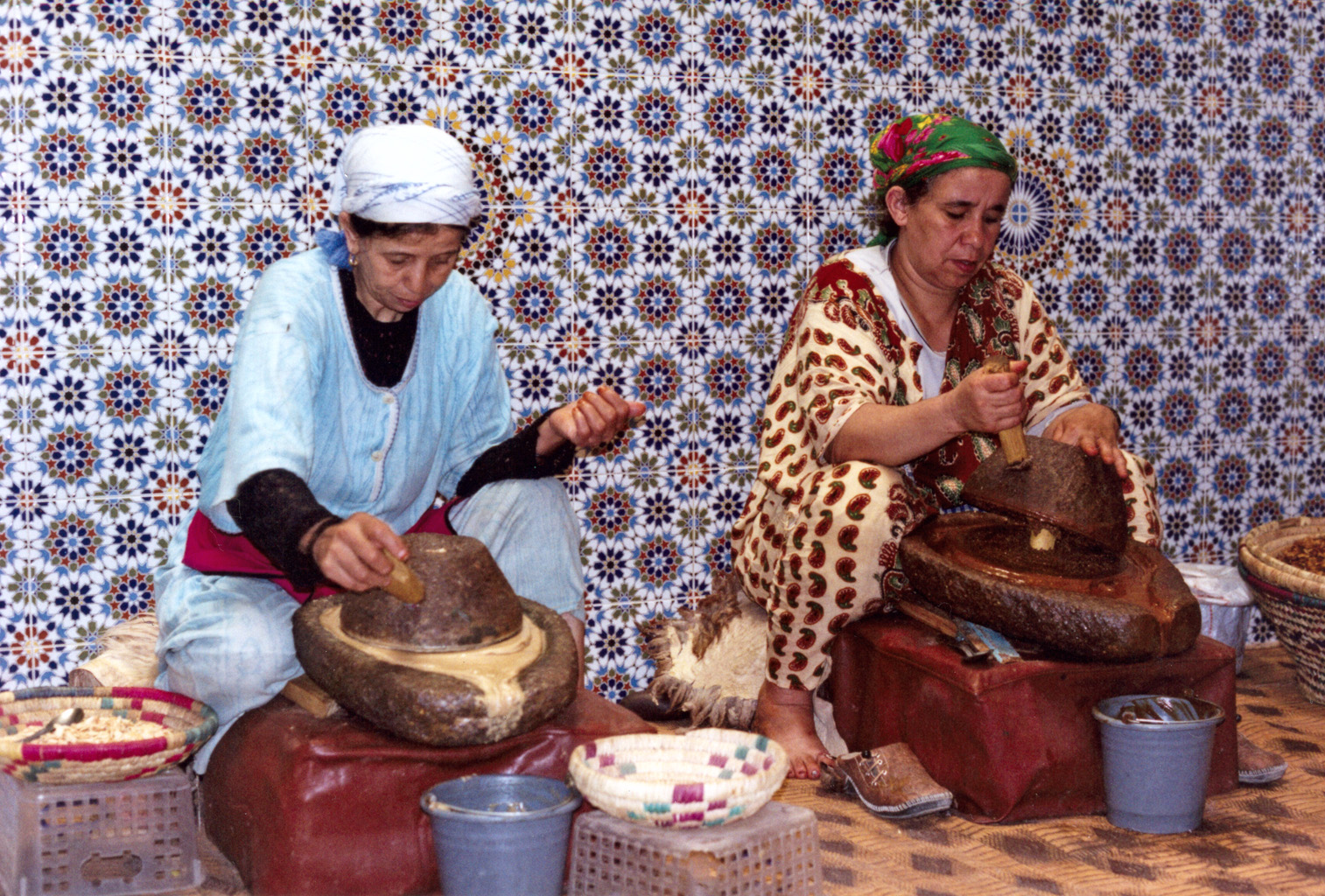
Productie van arganolie volgens traditionele methode

Al eeuwen worden door de Berbers de onverteerde noten verzameld, die door de geiten die in de arganbomen klimmen om de vruchten te eten worden uitgebraakt tijdens het herkauwen. De noten worden handmatig gemalen en geperst om olie te maken.
Een andere manier is de vrucht laten uitdrogen in de zon waardoor de buitenkant hard wordt en gemakkelijk te verwijderen om de noot te bereiken.
Bij een coöperatie in Tiout zitten Berberse vrouwen op de grond met ruwe rechthoekige stenen tussen hun knieën en ze kraken de noten met ronde stenen. Elke gladde noot bevat een tot drie pitten, die eruitzien als gepelde amandelen; ze bevatten veel olie. De pitten worden verwijderd en voorzichtig geroosterd. Dit roosteren is verantwoordelijk voor de typische notengeur. Het duurt een aantal dagen en er is ongeveer 32 kilogram vruchten - de opbrengst van één boom per seizoen - nodig voor het maken van een liter olie. Deze olie is bijna reukloos. Arganolie is een zeer zeldzame plantaardige olie geworden. De schillen van de noten worden als brandstof bij het roosteren gebruikt. Op deze manier wordt alles van de oogst nuttig aangewend. Voor cosmetische doeleinden worden de pitten ongebrand (met een lagere olie-opbrengst) geperst.

### Mechanisch persen
Deze methode is tegenwoordig steeds belangrijker voor olie voor de verkoop, omdat de houdbaarheid van de olie 12-18 maanden is en de extractie veel sneller gaat. Bij gebruik van een mechanische pers is mengen van gemalen noten en water onnodig, het meel kan direct worden geperst. Alle andere processtappen blijven hetzelfde. De olie wordt verkregen met een rendement van 43% (op basis van de noot) en slechts twee uur is nodig om een goede kwaliteit houdbare olie te maken.

### Oplosmiddelextractie
Voor industrieel gebruik en voor laboratoriumdoeleinden kan arganolie worden geëxtraheerd uit de noten met een vetoplosmiddel. Na verdamping van het oplosmiddel in een of twee cycli kan een olierendement van 50 tot 55% worden gehaald. Via deze extractiemethode wordt een olie verkregen met slechtere smaakeigenschappen in vergelijking tot de traditionele methode en persen. Deze vorm van extractie wordt dan ook alleen gebruikt voor cosmeticatoepassingen.

## Eigenschappen en gebruik
| Vetzuur       | Percentage |
| ------------- | ---------- |
| Palmitinezuur | 12.0%      |
| Stearinezuur  | 6.0%       |
| Oliezuur      | 42.8%      |
| Linolzuur     | 36.8%      |
| Linoleenzuur  | <0.5%      |

Arganolie bevat tocoferolen (vitamine E), fenolen, carotenen, squaleen en vetzuren, (80% enkelvoudig onverzadigde vetzuren) De belangrijkste natuurlijke fenolen in arganolie zijn koffiezuur, oleuropeine, vanillinezuur, tyrosol, catechol, resorcinol, (-)-epicatechine en (+)-catechine. Afhankelijk van de extractiemethode is hij beter bestand tegen oxidatie dan olijfolie.
Arganolie wordt gebruikt om brood te dippen of over couscous, salades, gegrilde paprika en dergelijke gesprenkeld. In de Europese keuken is arganolie een vervanger voor notenolie en vaak ook voor olijfolie, vooral in koude toepassingen. Een bekend Marokkaans product is amlou, dat gemaakt wordt van arganolie gemengd met grote hoeveelheden amandelen en honing. De geur komt overeen met pindakaas.
Arganolie wordt traditioneel gebruikt bij de behandeling van huidziektes en is ontdekt door de cosmetica-industrie. De therapeutische eigenschappen van arganolie worden vooral toegeschreven aan specifieke polyfenolen die de olie bevat en aan de hoge gehaltes aan squaleen en tocoferolen.

## Ondersteuning Berberse vrouwen
Veel arganolie wordt tegenwoordig geproduceerd door coöperaties van Berberse vrouwen. Met de productie in de coöperatie kunnen inmiddels duizend vrouwen in het levensonderhoud van zesduizend mensen voorzien.